# Stephen Kleene
Stephen Cole Kleene (Hartford, 5 gennaio 1909 – Madison, 25 gennaio 1994) è stato un matematico statunitense che lavorò all'università di Wisconsin-Madison dove predispose le fondamenta dell'informatica teorica.

## Biografia
Fu ancor meglio conosciuto per la fondazione del ramo della logica matematica conosciuta come teoria della ricorsione insieme con Alonzo Church, Kurt Gödel, Alan Turing ed altri, e per l'aver inventato le espressioni regolari. Fornendo metodi per determinare quali problemi sono risolvibili, il lavoro di Kleene portò allo studio di quali funzioni fossero calcolabili. Tra le altre cose, l'algebra di Kleene, la star di Kleene, il teorema di ricorsione di Kleene ed il teorema di punto fisso di Kleene sono stati chiamati così in suo onore. Ha anche contribuito all'intuizionismo matematico fondato da Luitzen Egbertus Jan Brouwer. La posizione di Kleene nella logica matematica è riflessa nel proverbio Kleeneliness is next to Gödeliness tra logici (un gioco di parole su Cleanliness is next to godliness).
Nacque a Hartford, Connecticut, USA. Ricevette la sua laurea di primo livello in Lettere dall'Amherst College nel 1930. Dal 1930 al 1935, fu un assistente ricercatore all'Università di Princeton, dove ricevette il suo dottorato in matematica nel 1934 con una dissertazione intitolata A Theory of Positive Integers in Formal Logic preparata con la supervisione di Alonzo Church. Nel 1935, si unì al dipartimento di matematica dell'University of Wisconsin a Madison come istruttore. Divenne assistente professore nel 1937.
Dal 1939 al 1940, fu un visiting scholar all'Institute for Advanced Study di Princeton e qui pose le basi per la teoria delle funzioni ricorsive, un'area che fu il suo interesse di ricerca per l'arco della sua vita. Nel 1941 tornò ad Amherst come professore associato di matematica. Durante la seconda guerra mondiale, Kleene fu luogotenente della marina degli Stati Uniti. Fu istruttore di navigazione alla U.S. Naval Reserve's Midshipmen's School a New York, e direttore di progetto al laboratorio di ricerca navale a Washington, D.C. Nel 1946, tornò nel Wisconsin, diventando professore ordinario nel 1948. Ebbe la cattedra di matematica e informatica nel 1962 e nel 1963, e decano del Collegio di Lettere e Scienza dal 1969 al 1974. Nel 1964 fu nominato professore di matematica Cyrus C. MacDuffee. Si ritirò nel 1979. Scalatore, Kleene si interessò di natura e ambiente e fu attivo in molte cause di conservazione. Capeggiò diverse organizzazioni professionali, servendo come presidente dell'Associazione di Logica Simbolica dal 1956 al 1958. Nel 1961 fu presidente dell'Unione internazionale della storia e della filosofia della scienza. Morì a Madison, Wisconsin.